# Municipio de Grant (condado de Clare)
El municipio de Grant (en inglés: Grant Township) es un municipio ubicado en el condado de Clare en el estado estadounidense de Míchigan. En el año 2010 tenía una población de 3259 habitantes y una densidad poblacional de 37,85 personas por km².

## Geografía
El municipio de Grant se encuentra ubicado en las coordenadas 43°51′47″N 84°47′38″O / 43.86306, -84.79389. Según la Oficina del Censo de los Estados Unidos, el municipio tiene una superficie total de 86.11 km², de la cual 84,85 km² corresponden a tierra firme y (1,46 %) 1,26 km² es agua.

## Demografía
Según el censo de 2010, había 3259 personas residiendo en el municipio de Grant. La densidad de población era de 37,85 hab./km². De los 3259 habitantes, el municipio de Grant estaba compuesto por el 97,39 % blancos, el 0,28 % eran afroamericanos, el 0,83 % eran amerindios, el 0,34 % eran asiáticos, el 0,28 % eran de otras razas y el 0,89 % eran de una mezcla de razas. Del total de la población el 1,17 % eran hispanos o latinos de cualquier raza.